# Гебхардт I (Лойхтенберг)
Гебхардт I (на немски: Gebhardt I von Leuchtenberg, † 1146) е първият от род Лойхтенберг споменат в документ. Той е господар на Лойхтенберг в Горен Пфалц, Бавария.

## Биография
Гебхардт I е женен за Хайлвига фон Петендорф († 1160, Енсдорф), дъщеря на Фридрих III, господарят на Петендорф-Ленгенфелд-Хопфенлое, който умира без мъжки наследници през 1112/1119 г. Нейната майка Хайлика от Швабия († сл. 1110) е дъщеря на херцог Фридрих I от Швабия и Агнес от Вайблинген († 1143), така тя е правнучка на император Хайнрих IV и Берта Савойска († 1170). Тя е сестра на Хейлика от Ленгенфелд († 1170), която през 1116 г. се омъжва за баварския пфалцграф Ото V от Шайерн-Вителсбах († 1156).
Съпругата му донася като зестра Господството Валдек в Горен Пфалц. Като Гебхард фон Валдекен (Gebhard von Waldekken) той е първият споменат в документ собственик на замък Валдек през 1124 г. Около 1100 г. той разширява и окрепява замъка. Строи църквата на Лойхтенберг и я освещава от епископ Свети Ото от Бамберг през 1124 г. Така двамата стават прародители на ландграфовете на Лойхтенберг, които до 1646 г. определят политиката на Горен Пфалц.
Гебхардт I умира през 1146 г. и е последван от син му Гебхардт II.

## Деца
- Фридрих I († 1146/1155)
- Гебхардт II (1146 – 1168), който е издигнат на граф от Фридрих I Барбароса и се жени за Юта фон Фобург
- Марквард (* 1146, † 1166/1168)